# Sara Takanashi
Sara Takanashi (en japonés: 髙梨 沙羅, Takanashi Sara; Kamikawa, 8 de octubre de 1996) es una deportista japonesa que compite en salto en esquí.
Participó en tres Juegos Olímpicos de Invierno, obteniendo una medalla de bronce en Pyeongchang 2018, en la prueba de trampolín normal individual, el cuarto lugar en Sochi 2014 (individual) y el cuarto en Pekín 2022 (individual y por equipo mixto).
Ganó ocho medallas en el Campeonato Mundial de Esquí Nórdico entre los años 2013 y 2021.

## Palmarés internacional
| Juegos Olímpicos   | Juegos Olímpicos            | Juegos Olímpicos  | Juegos Olímpicos |
| Año                | Lugar                       | Medalla           | Prueba           |
| ------------------ | --------------------------- | ----------------- | ---------------- |
| 2018               | Pyeongchang (Corea del Sur) | Medalla de bronce | TN individual    |
| Campeonato Mundial |                             |                   |                  |
| Año                | Lugar                       | Medalla           | Prueba           |
| 2013               | Val di Fiemme (Italia)      | Medalla de oro    | TN por equipo    |
| 2013               | Val di Fiemme (Italia)      | Medalla de plata  | TN individual    |
| 2015               | Falun (Suecia)              | Medalla de bronce | TN equipo mixto  |
| 2017               | Lahti (Finlandia)           | Medalla de bronce | TN individual    |
| 2017               | Lahti (Finlandia)           | Medalla de bronce | TN equipo mixto  |
| 2021               | Oberstdorf (Alemania)       | Medalla de plata  | TG individual    |
| 2021               | Oberstdorf (Alemania)       | Medalla de bronce | TN individual    |